# 775 TCN
775 TCN là một năm trong lịch La Mã.